# Uruguay en los Juegos Paralímpicos de Londres 2012
Uruguay estuvo representado en los Juegos Paralímpicos de Londres 2012 por un deportista masculino. El equipo paralímpico uruguayo no obtuvo ninguna medalla en estos Juegos.